# Рецессия в связи с пандемией COVID-19
Рецессия в связи с пандемией COVID-19 — общемировая экономическая рецессия, вызванная пандемией Covid-19. Рецессия началась в феврале 2020 года, с введения карантинных норм (локдаунов) в разных странах мира. После года глобального экономического спада, сопровождавшегося стагнацией экономического роста и потребительской активности, ограничения COVID-19 и другие меры предосторожности, принятые в начале 2020 года, привели мировую экономику к кризису. В течение семи месяцев все развитые экономики впали в рецессию.
Первым серьёзным признаком рецессии стал обвал фондового рынка 2020 года, в результате которого основные индексы упали на 20—30 %. Восстановление началось в начале апреля 2020 года, и многие рыночные индексы восстановились или даже установили новые рекорды к концу 2020 года
Во время рецессии во многих странах наблюдался необычайно высокий и быстрый рост безработицы; так, к октябрю 2020 года в Соединённых Штатах было подано более 10 миллионов заявлений о безработице, что привело к коллапсу процессов страхования по безработице, финансируемых государством. Организация Объединённых Наций (ООН) предсказала в апреле 2020 года, что глобальная безработица сократит 6,7 % рабочего времени во всем мире во втором квартале 2020 года, что эквивалентно 195 миллионам работников, занятых полный рабочий день. В некоторых странах ожидалось, что безработица составит около 10 %, в странах, более серьёзно пострадавших от пандемии коронавируса, выше. Развивающиеся страны также пострадали от сокращения денежных переводов мигрантами.
Рецессия и война цен на нефть между Россией и Саудовской Аравией в 2020 году привели к падению цены на нефть, краху туризма, индустрии гостеприимства, энергетики и снижению потребительской активности по сравнению с предыдущим десятилетием.
Процесс выхода мировой экономики из экономического спада, вызванного коронавирусом, и глобальный рост спроса, особенно на энергоносители в Азии, вызвали в конце 2021 года к мировому энергетическому кризису.

## Предыстория

### Пузырь корпоративного долга
С финансового кризиса 2007—2008 годов, произошёл значительный рост корпоративных долгов, увеличившись с 84 % от мирового ВВП в 2009 году до 92 % в 2019 году, или около 72 триллионов долларов. В восьми крупнейших экономиках мира — Китае, Соединённых Штатах, Японии, Соединённом Королевстве, Франции, Испании, Италии и Германии — общий корпоративный долг составил около 51 триллиона долларов в 2019 году, по сравнению с 34 триллионами долларов в 2009 году. Если экономический климат ухудшится, компании с высоким уровнем задолженности рискуют оказаться неспособными выплачивать проценты кредиторам или рефинансировать их долг.
Институт международных финансов прогнозировал на 2019 год, что в условиях экономического спада, вдвое меньшего, чем кризис 2008 года, некоммерческие фирмы будут иметь задолженность в размере 19 триллионов долларов, не имея доходов для покрытия процентных платежей по выпущенному ими долгу. Глобальный институт McKinsey предупреждал в 2018 году, что наибольшие риски имеют развивающиеся рынки такие как Китай, Индия и Бразилия, где 25-30 % облигаций были выпущены компаниями с высоким уровнем риска.

### Глобальный экономический спад в 2019 году
В течение 2019 года МВФ сообщил, что мировая экономика переживает «синхронное замедление», которое вступило в свои самые медленные темпы со времён Глобального финансового кризиса. На потребительском рынке появились «трещины», поскольку мировые рынки начали страдать от «резкого ухудшения» производственной активности. Считалось, что глобальный рост достиг своего пика в 2017 году, когда общий объём промышленного производства в мире начал неуклонно снижаться в начале 2018 года. МВФ обвинил «повышенную торговую и геополитическую напряжённость» в качестве основной причины замедления, сославшись на Brexit и Торговую войну между Китаем и Соединёнными Штатами в качестве основной причины замедления в 2019 году, в то время как другие экономисты обвиняли проблемы с ликвидностью.

#### Китайско-американская торговая война
Китайско-американская торговая война шла с 2018 по начало 2020 года и причинила значительный ущерб мировой экономике. В 2018 году президент США Дональд Трамп начал установление тарифов и других торговых барьеров на Китай с целью заставить его внести изменения в то, что США называют «недобросовестной торговой практикой». Среди этих торговых практик — растущий торговый дефицит, кража интеллектуальной собственности и принудительная передача американских технологий Китаю.
В Соединённых Штатах торговая война привела к борьбе фермеров и производителей и повышению цен для потребителей, что привело к тому, что обрабатывающая промышленность США вступила в «умеренную рецессию» в течение 2019 года. В других странах это также нанесло экономический ущерб, включая насильственные протесты в Чили и Эквадоре из-за резкого роста цен на транспорт и энергоносители, хотя некоторые страны извлекли выгоду из увеличения производства. Это также привело к нестабильности фондового рынка. Правительства нескольких стран, в том числе Китая и Соединённых Штатов, предприняли шаги для устранения части ущерба, причинённого ухудшением Китайско-американских отношений типа «око за око». Считается, что во время рецессии спад потребительства и производства в результате торговой войны усугубил экономический кризис.

#### Выход Великобритании из Европейского союза
В Европе экономика испытывала трудности из-за неопределённости, связанной с выходом Соединённого Королевства из Европейского союза. Рост в Великобритании и ЕС замедлился в течение 2019 года, что привело к Брекситу, в основном из-за неопределённости в Великобритании, вызванной политическими деятелями и движениями, стремящимися противостоять, отменить или иным образом воспрепятствовать референдуму по Брекситу в 2016 году, что привело к задержкам и продлениям. Соединённое Королевство пережило «слабую рецессию» в 2019 году, которая ослабила британскую экономику при вступлении в 2020 год. Многие предприятия покинули Соединённое Королевство, чтобы переехать в ЕС, что привело к торговым потерям и экономическому спаду как для членов ЕС, так и для Великобритании.

#### Кризис на рынке недвижимости в Китае
В августе 2021 года сообщалось, что второй по величине девелопер недвижимости Китая, Evergrande Group, погряз в долгах в 300 миллиардов долларов. Пропустив несколько сроков оплаты в сентябре 2021 года, возможно, компания свернёт свою деятельность, если правительство не вмешается в меры по спасению, акции компании уже упали на 85 %. Поскольку Китай является второй по величине экономикой в мире, а недвижимость составляет значительную часть их ВВП, это угрожает ещё больше дестабилизировать рецессию COVID-19, особенно учитывая, что Китай в настоящее время находится в глубоком жилищном пузыре, затмевающем Пузырь на рынке жилья в Соединённых Штатах, который привёл предыдущей глобальной рецессии.

## Причины

### Пандемия COVID-19
Пандемия COVID-19 является продолжающийся пандемией, вызванная Severe acute respiratory syndrome-related coronavirus 2 (SARS-COV-2); вспышка была выявлена в Ухань, Китай, в декабре 2019 года; объявлена Чрезвычайной ситуацией в области общественного здравоохранения, имеющая международное значение 30 января 2020 года и признана пандемией со стороны Всемирной организации здравоохранения 11 марта 2020 года. Пандемия привела к серьёзным и глобальным экономическим потрясениям, переносу или отмене спортивных, религиозных, политических, культурных мероприятий, и широко распространённой нехватке поставок, усугубляемая паническими покупками. Школы, университеты и колледжи закрылись либо на общенациональной, либо на местной основе в 63 странах, что затрагивает примерно 47 процентов студенческого населения мира. Многие правительства ограничили или рекомендовали не совершать все несущественные поездки в страны и районы, затронутые вспышкой, и из них.

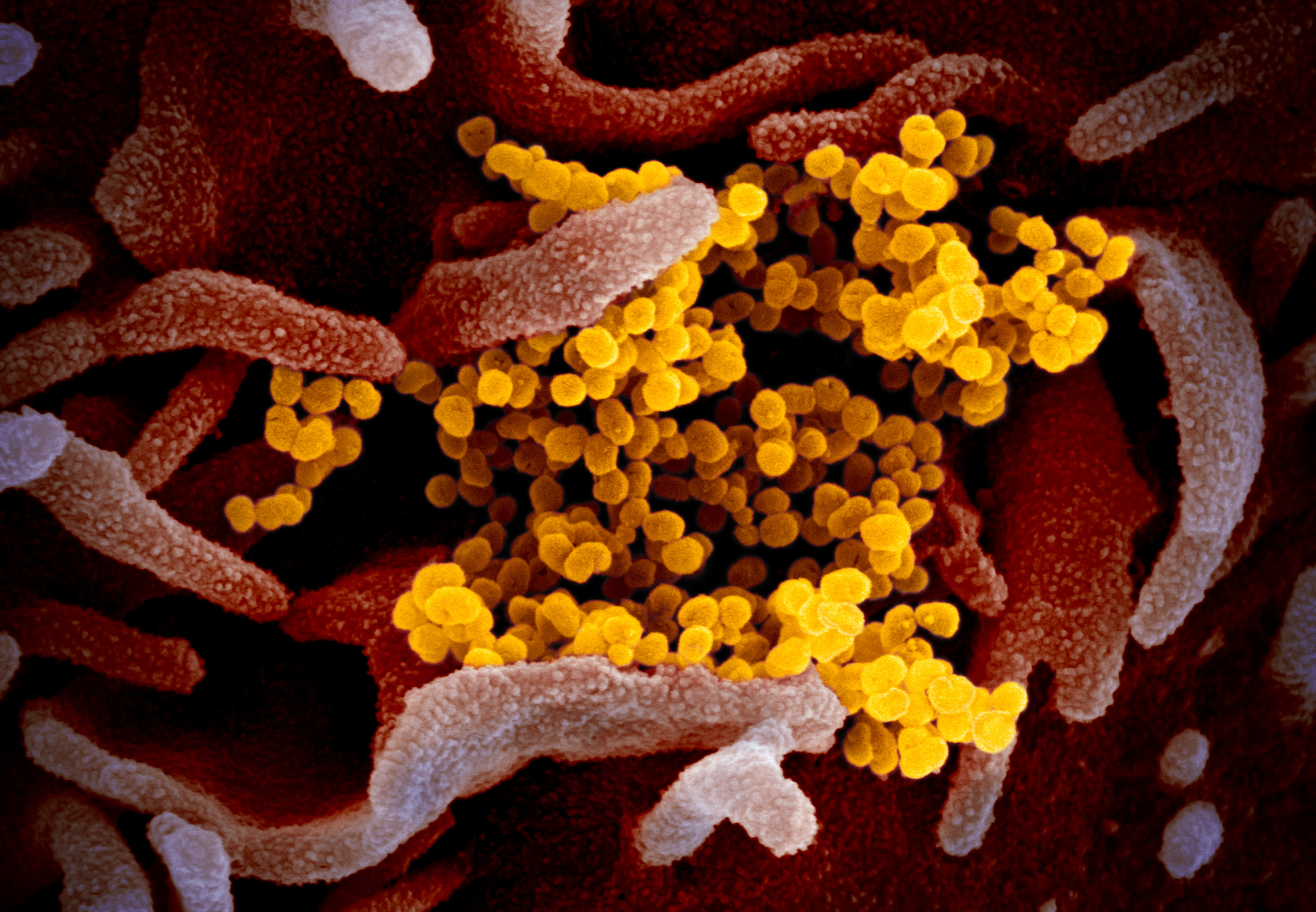
Изображение SARS-CoV-2, полученное на сканирующем электронном микроскопе(обозначены жёлтым цветом)

Пандемия COVID-19 имела далеко идущие последствия, выходящие за рамки распространения болезни и усилий по её карантину. По мере того как пандемия распространилась по всему миру, опасения сместились с производственных проблем, связанных с поставками, на сокращение бизнеса в секторе услуг. Пандемия единодушно рассматривается как основной фактор, вызвавший рецессию. Она негативно повлияла почти на все крупные отрасли промышленности, стала одной из основных причин обвала фондового рынка и привела к серьёзным ограничениям социальных свобод и передвижения.

### Ограничения, связанные с COVID-19
Хотя законы о самоизоляции явно влияют на многие виды бизнеса, особенно на те, которые предоставляют индивидуальные услуги (включая розничные магазины, рестораны и отели, развлекательные заведения и музеи, медицинские учреждения, салоны красоты и спа-салоны), государственные законы не являются единственным давлением на эти предприятия. В Соединённых Штатах люди начали менять своё экономическое поведение за 10-20 дней до того, как их местные органы власти объявили приказы о пребывании на дому, и к маю изменения в количестве людей (согласно данным смартфонов) не всегда коррелировали с законами. Согласно исследованию, проведённому в 2021 году, только 7 % снижения экономической активности было вызвано введёнными правительством ограничениями на деятельность; подавляющее большинство снижения произошло из-за того, что люди добровольно отказались от торговли.

### Российско-саудовская ценовая война
Сокращение спроса на поездки и отсутствие производственной активности из-за пандемии COVID-19 значительно повлияли на спрос на нефть, что привело к падению её цен. Ценовая война ещё больше усугубила рецессию, из-за которой упали цены на нефть. В середине февраля Международное энергетическое агентство прогнозировало, что рост спроса на нефть в 2020 году будет самым низким с 2011 года. Падение спроса в Китае привело к заседанию Организации стран-экспортёров нефти (ОПЕК) для обсуждения потенциального сокращения добычи, чтобы сбалансировать снижение спроса. Организация первоначально заключила предварительное соглашение о сокращении добычи нефти на 1,5 миллиона баррелей в день после встречи в Вене 5 марта 2020 года, что позволило бы довести уровень добычи до самого низкого уровня со времён войны в Ираке.
После того, как ОПЕК и Россия не смогли договориться о сокращении добычи нефти 6 марта, а Саудовская Аравия и Россия объявили об увеличении добычи нефти 7 марта, цены на нефть упали на 25 процентов. 8 марта Саудовская Аравия неожиданно объявила, что увеличит добычу сырой нефти и будет продавать её со скидкой (6-8 долларов за баррель) покупателям в Азии, США и Европе после срыва переговоров, поскольку Россия сопротивлялась призывам сократить добычу. Самые большие скидки были направлены на российских потребителей нефти в северо-западной Европе.
До этого цены на нефть снизились более чем на 30 % с начала года, а после объявления Саудовской Аравии они упали ещё на 30 процентов, хотя позже несколько восстановились. Нефть марки Brent, на нефтяном рынке, на который приходилось две трети мировых поставок сырой нефти, в ночь на 8 марта пережила самое большое падение со времён войны в Персидском заливе 1991 года. Одновременно цена West Texas Intermediate, ещё одного рынка, используемого в качестве ориентира для мировых цен на нефть, упала до самого низкого уровня с февраля 2016 года. Эксперт по энергетике Боб Макнелли отмечается, что «впервые с 1930 и 31 года массовый отрицательный шок спроса совпал с шоком предложения». В том случае это был Закон о тарифах Смута-Хоули, ускоривший крах международной торговли во время Великой депрессии, совпавший с открытием нефтяного месторождения в Восточном Техасе во время Техасского нефтяного бума. Опасения, связанные с войной цен на нефть между Россией и Саудовской Аравией, привели к падению запасов в США и оказали особое влияние на американских производителей сланцевой нефти.
В начале апреля 2020 года Саудовская Аравия и Россия договорились сократить свою добычу нефти. «Рейтер» сообщил, что «если Саудовская Аравия не смогла пресечь подобную проблему, американские сенаторы призовут Белый дом ввести санкции против Эр-Рияда, вытащить американские войска из королевства и ввести импортные пошлины на саудовскую нефть». Цена на нефть ненадолго снизилась 20 апреля 2020 года.

## Финансовый кризис

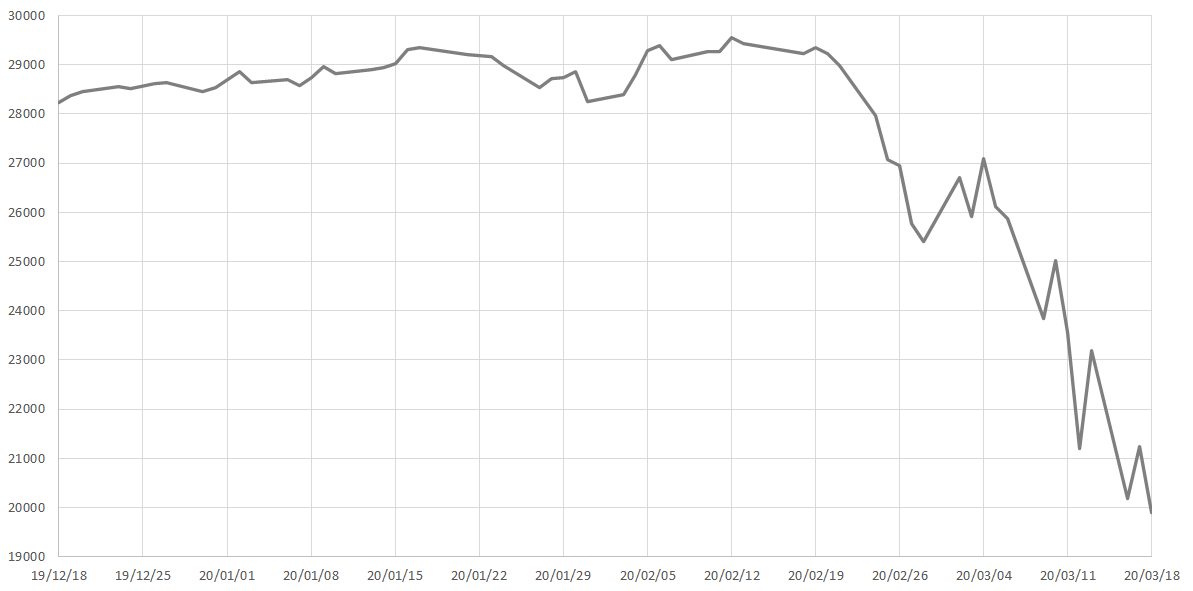
Падение индекса Доу Джонса с декабря 2019 по март 2020.

В 2020 биржевой крах начался 20 февраля 2020 года, несмотря на экономические аспекты рецессия начала материализоваться в конце 2019 года.
С 24 по 28 февраля фондовые рынки снизились больше всего за неделю с момента финансового кризиса в 2007—2008. Мировые рынки в начале марта стали чрезвычайно волатильными, с большими колебаниями. 9 марта, большинство мировых рынков, сообщило о серьёзных сокращениях, в основном в ответ на COVID-19 пандемию и нефтяную ценовую войну между Россией и странами ОПЕК. Это падение стало в просторечии известно как «Чёрный понедельник», и в то же время это было сильнейшее падение со времён Великой рецессии в 2008 году.
Три дня после «чёрного понедельника», произошёл Чёрный четверг, когда индексы в Европе и Северной Америке упали более чем на 9 %. Уолл-Стрит пережил её крупнейшим днём падений в процентах с «чёрного понедельника» в 1987 году, и индексы на Итальянской бирже упали почти на 17 %, став худшим событием рынка в четверг. Несмотря на временное повышение 13 марта (рынки опубликовали свой лучший день с 2008 года), все три индекса Уолл-стрит упали более чем на 12 %, когда рынки вновь открылись 16 марта.

## Влияние протестов BLM
Экономические последствия протестов в США усугубили рецессию COVID-19, резко сократив доверие потребителей, стоимостью около 50 миллионов долларов. Однако из-за ограничений, введённых для замедления распространения вируса до начала первых протестов, безработица внезапно выросла менее чем за один месяц, оставив более 21 миллиона человек без работы только в США (с 3 + % до 14+%). Ряд малых предприятий, уже страдающих от экономических последствий пандемии COVID-19, пострадали от вандализма, уничтожения имущества и грабежей. Комендантский час, введённый местными органами власти — в ответ как на пандемию, так и на протесты — также ограничил доступ в центр города для основных работников, снизив экономический результат.
Фондовый рынок США оставался незатронутым или иным образом вырос в течение недели после протестов 26 мая. Первые две недели протеста совпали с ростом на 38 % на фондовом рынке. Увеличение случаев COVID-19 (чему способствуют массовые протесты) может усугубить крах фондового рынка в 2020 году, по мнению канадских экономистов в РБК. Протесты нарушили национальные цепочки поставок из-за неопределённости в отношении общественной безопасности, увеличения случаев COVID-19 и доверия потребителей. Ряд из списка Fortune 500 компании, имеющие крупные дистрибьюторские сети, сократили поставки и закрыли магазины в районах с высокой отдачей. Массовые демонстрации, как мирные, так и насильственные, были связаны с уменьшением доверия потребителей и спроса, вызванного рисками для общественного здоровья, связанными с групповыми собраниями на фоне COVID-19.
Крупномасштабный материальный ущерб, причинённый в результате протестов, привёл к увеличению страховых требований, банкротствам и ограничению экономической активности среди малого бизнеса и правительств штатов. Страховые претензии, связанные с материальным ущербом, причинённым в результате беспорядков, все ещё оцениваются, но считаются значительными, возможно, рекордными.
Протесты также повлияли на государственное финансирование и финансирование, особенно на государственном уровне. Рецессия COVID-19 подорвала значительную часть государственных бюджетов, которые впоследствии пытались финансировать сверхурочную работу полиции, расходы на безопасность и ремонт инфраструктуры, связанные с демонстрациями. Правительства штатов с июня объявили о сокращении бюджета полицейских управлений, а также об увеличении финансирования других мер общественной безопасности.

## Последствия и результаты

### Влияние на секторы экономики
Ожидается, что различные сектора услуг особенно сильно пострадают от рецессии COVID-19.

#### Автомобильная промышленность
Продажи новых автомобилей в Соединённых Штатах сократились на 40 %. Вся «большая тройка» закрыла свои заводы в США. Автомобильная промышленность Германии пострадала после того, как уже пострадала от скандала с выбросами Volkswagen, а также от конкуренции со стороны электромобилей.

#### Энергетическая отрасль
Шок спроса на нефть был настолько сильным, что цена фьючерсных контрактов на американскую нефть стала отрицательной (достигнув дна на уровне $-37,63 за баррель на West Texas Intermediate), поскольку трейдеры начали платить покупателям за то, чтобы они забирали продукт до того, как закончатся складские мощности. Это было несмотря на более раннюю сделку ОПЕК+, которая сократила мировую добычу на 10 % и положила конец войне цен на нефть между Россией и Саудовской Аравией в 2020 году.

#### Туризм
Глобальная туристическая индустрия может сократиться на 50 % из-за пандемии.

#### Ресторанный бизнес
Пандемия COVID-19 оказала влияние на ресторанный бизнес. В начале марта 2020 года некоторые крупные города США объявили, что бары и рестораны будут закрыты для сидячих посетителей и ограничены заказы на вынос и доставку. Некоторые сотрудники были уволены, и ещё большего числа сотрудников не хватало из-за отпусков по болезни в этом секторе по сравнению с аналогичными секторами из-за непосредственного контакта с людьми.

#### Розничная торговля
Торговые центры и другие розничные сети по всему миру сократили количество рабочих часов или полностью закрылись. Ожидалось, что многие не оправятся, тем самым ускорив последствия панических покупок.

#### Транспорт
Пандемия оказала значительное влияние на авиационную промышленность из-за вытекающие из этого ограничения на поездки а также спад спроса среди путешественников. Значительное сокращение числа пассажиров привело к тому, что самолёты летали пустыми между аэропортами и отмене рейсов.
Круизный туризм также сильно пострадал от спада, поэтому цены на акции основных круизные линии снижение на 70-80 %.
В большинстве городов мира также закрывался общественный транспорт и/или отменялись проездные билеты на несколько поездок или на месяц для стимуляции самоизоляции.

## Национальные финансовые меры
Несколько стран объявили о программах стимулирования, направленных на противодействие последствиям рецессии.